# Бэйтунь
Бэйту́нь (кит. упр. 北屯, пиньинь Běitún) — городской уезд в Синьцзян-Уйгурском автономном районе КНР. Не входит ни в какие административные единицы, а подчиняется напрямую правительству автономного района. Название является сокращением от «中国最北的屯垦重地» («самая северная обработанная земля в Китае»). Бэйтунь расположен в верховье реки Иртыш.

## История
В 1958 году здесь разместился штаб 10-й дивизии Синьцзянского производственно-строительного корпуса. В 1997 году было принято решение о начале строительства здесь городской инфраструктуры. Решением Госсовета КНР от 28 декабря 2011 года Бэйтунь был выделен из состава городского уезда Алтай в отдельный городской уезд, подчинённый непосредственно правительству Синьцзян-Уйгурского автономного района.

## Транспорт
Бэйтунь является важным транспортным узлом, находясь на пересечении путей, ведущих из Китая в Казахстан, Россию и Монголию; через город проходит Годао 216. В 2011 году была введена в эксплуатацию железная дорога, соединяющая Бэйтунь и Куйтунь.